# 天津テレビ塔
天津テレビ塔（てんしんテレビとう、天津広播電視塔、Tianjin Radio and Television Tower）は、中華人民共和国の天津に位置する、高さ415.2mの電波塔である。1991年に建てられた。略して天塔とも呼ばれる。